# Patrice Pellat-Finet
Patrice Pellat-Finet (Villard-de-Lans, 29 agosto 1952) è un ex sciatore alpino francese.

## Biografia
Specialista delle prove veloci, Pellat-Finet ottenne il primo piazzamento in Coppa del Mondo il 18 gennaio 1975 a Kitzbühel in discesa libera (9º) e ai XII Giochi olimpici invernali di Innsbruck 1976, sua unica presenza olimpica, si classificò 16º nella medesima specialità; il 21-22 gennaio 1978 vinse la classica combinata dell'Hahnenkamm di Kitzbühel e in Coppa del Mondo ottenne l'ultimo piazzamento l'11 febbraio 1978 a Les Houches quando in discesa libera si classificò 5º, suo miglior risultato nel circuito.

## Palmarès

### Coppa del Mondo
- Miglior piazzamento in classifica generale: 46º nel 1976 e nel 1978

### Campionati francesi
- 1 oro (discesa libera nel 1977)[senza fonte]